# Granville Waiters
Granville Stephen Waiters (Columbus, Ohio; 8 de enero de 1961 - 23 de marzo de 2021), fue un baloncestista estadounidense que disputó cinco temporadas en la NBA y dos más en la liga ACB. Medía 2,11 metros de altura y jugaba en la posición de pívot.

## Carrera deportiva
Se formó en el equipo de la Universidad de Ohio, con el que disputó durante cuatro temporadas la Liga Universitaria de Estados Unidos. En 1983 fue elegido por Portland Trail Blazers en la segunda ronda del draft de la NBA (posición 39). Sin embargo Portland le vendió sus derechos a Indiana Pacers, con los que compitió dos años en la NBA. Posteriormente jugaría una temporada en Houston Rockets (con los que sería subcampeón de la NBA en 1986) y dos en Chicago Bulls.
En 1988 abandonó la NBA y viajó a Europa para fichar por el FC Barcelona y jugar la Liga ACB. En una sola temporada, Waiters logró ganar la Liga ACB y ser subcampeón de la Copa del Rey de baloncesto. 
Posteriormente jugaría una temporada en el CB Caja Bilbao.
Falleció el 23 de marzo de 2021 a los sesenta años de edad.

## Palmarés
- 1 Liga ACB: 1989, con el FC Barcelona.